# 코피 킹스턴
코피 킹스턴(Kofi Kingston, 본명: 코피 사코디 멘사, Kofi Sarkodie Mensah, 1981년 8월 14일 ~ )은 가나의 프로레슬링선수다. 미들급 체형의 프로레슬링선수며 화려한 퍼포먼스와 현란한 몸놀림으로 보는 이를 즐겁게 해준다. 피니쉬 기술은 트러블 인 파라다이스(점핑 코크스크류 라운드 하우스 킥), SOS를 사용한다. 키는 180cm 몸무게는 95kg이다. WWE에서 더 뉴데이 태그팀 멤버와 같이 WWE 태그팀 챔피언벨트를 통산 7회 보유했다. 28살(2009년도에 대뷔하여,지금까지 11년간 활동을 하고 있다. 뉴데이와는 실제로도 형제다. 소형급 체형의 프로레슬링 선수이며, 현재 WWE에서 가장 체중이 적게 나가는 선수이다.

## 수상
- WWE 챔피언 1회
- WWE 인터콘티넨탈 챔피언 4회
- WWE 월드 태그팀 챔피언 (구 버전) 1회 - CM 펑크 (1회)
- WWE 월드 태그팀 챔피언 (신 버전) 7회 - 에반 본 (1회), 알 트루스 (1회), 빅 E & 재비어 우즈 (더 뉴데이) (2회), 재비어 우즈 (더 뉴데이) (3회)
- WWE 태그팀 챔피언 (신 버전) 7회 - 빅 E & 재비어 우즈 (더 뉴데이) (6회), 재비어 우즈 (더 뉴데이) (1회)
- WWE 유나이티드 스테이츠 챔피언 3회
- WWE NXT 태그팀 챔피언 1회 - 재비어 우즈 (더 뉴데이) (1회)
- WWE 30번째 트리플 크라운
- WWE 20번째 그랜드 슬램